# San Miguel de Bernuy
San Miguel de Bernuy bezeichnet einen Ort und eine Gemeinde (municipio) mit 134 Einwohnern (Stand: 2024) in der zentralspanischen Provinz Segovia in der Autonomen Gemeinschaft Kastilien-León.

## Lage
Der Ort San Miguel de Bernuy liegt in einer Höhe von etwa 835 Metern ü. d. M. unweit des Río Duratón etwa 26 Kilometer (Fahrtstrecke) nordwestlich der Kleinstadt Sepúlveda. Die Entfernung zur Provinzhauptstadt Segovia beträgt etwa 66 Kilometer in südlicher Richtung.

## Bevölkerungsentwicklung
| Jahr      | 1991 | 2001 | 2010 | 2018 |
| Einwohner | 211  | 172  | 176  | 135  |

## Wirtschaft
Der Ort lebt im Wesentlichen von der Landwirtschaft und vom Tourismus.

## Geschichte
Der Ort wird erstmals im 14. Jahrhundert unter dem Namen Sant Migael de Bernuy erwähnt. Im 19. Jahrhundert bestand der Ort aus etwa 60 Häusern ‚von minderer Bauweise‘.

## Sehenswürdigkeiten

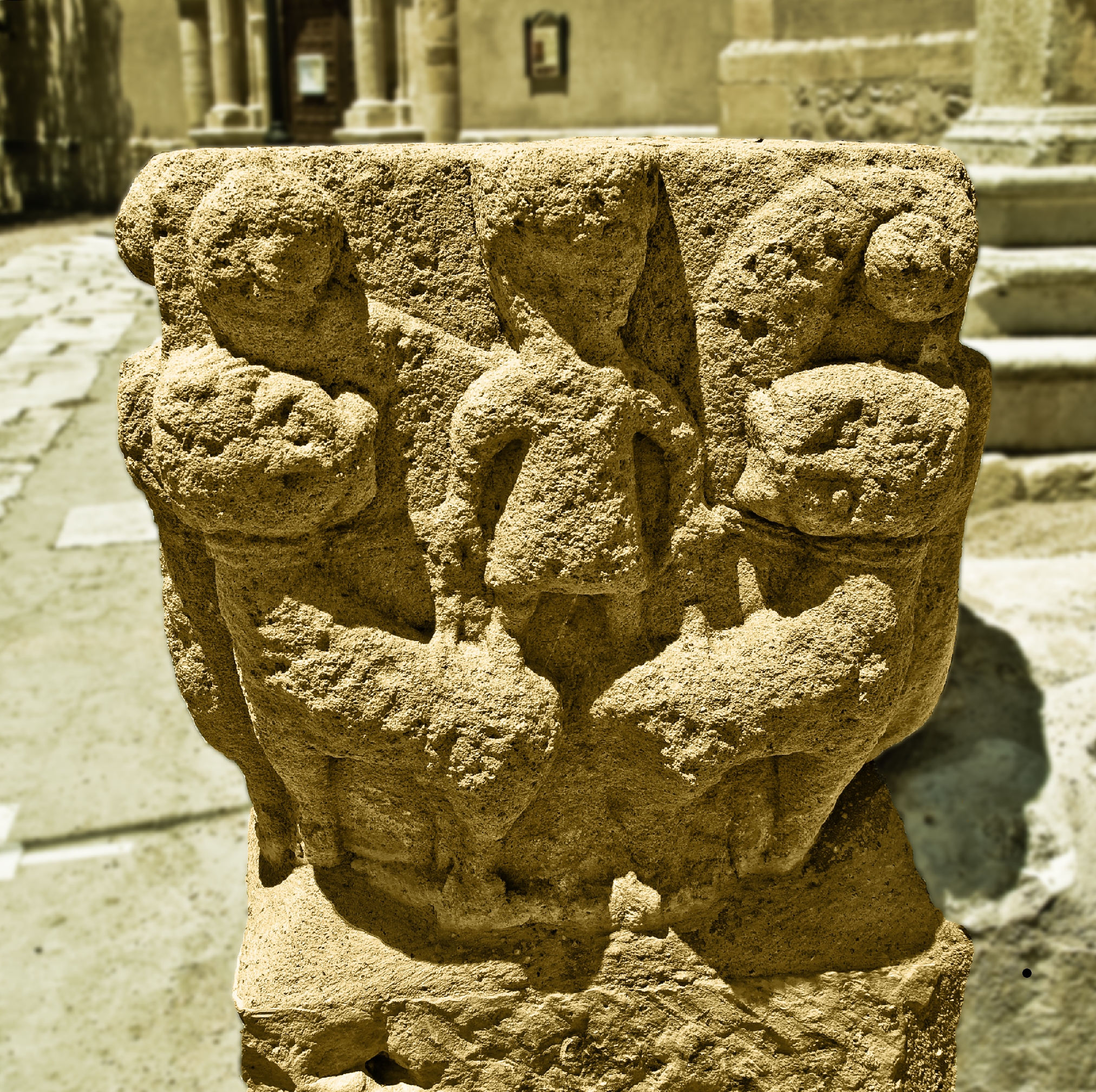
Romanisches Kapitell

- Die Pfarrkirche (Iglesia de San Miguel Arcángel) ist ein ursprünglich spätromanischer Bau aus dem 13. Jahrhundert, von dem noch die in den mächtigen Unterbau des Turmes integrierte Apsis erhalten ist; das eigentliche Kirchengebäude wurde im 18. Jahrhundert erneuert, wobei die ebenfalls zum ursprünglichen Baubestand gehörende offene Südvorhalle (portico oder galería porticada) geschlossen wurde. Während der mittelalterliche Turm aus exakt gefügten Hausteinen gemauert ist, wurden die Nordwand des Kirchenschiffs sowie die barocken Teile – mit Ausnahme des Portals und der Ecksteine – aus Bruchsteinmaterial errichtet und anschließend verputzt. Im Innern befinden sich ein romanisches Taufbecken (pila bautismal) sowie zwei tiefgründig gearbeitete Kapitelle; die Apsis ist durch ein barockes Altarretabel verstellt. Bei Restaurierungsarbeiten wurden zwei weitere – in der Barockzeit vermauerte – romanische Kapitelle freigelegt, die heute auf dem Platz vor der Kirche ausgestellt sind.

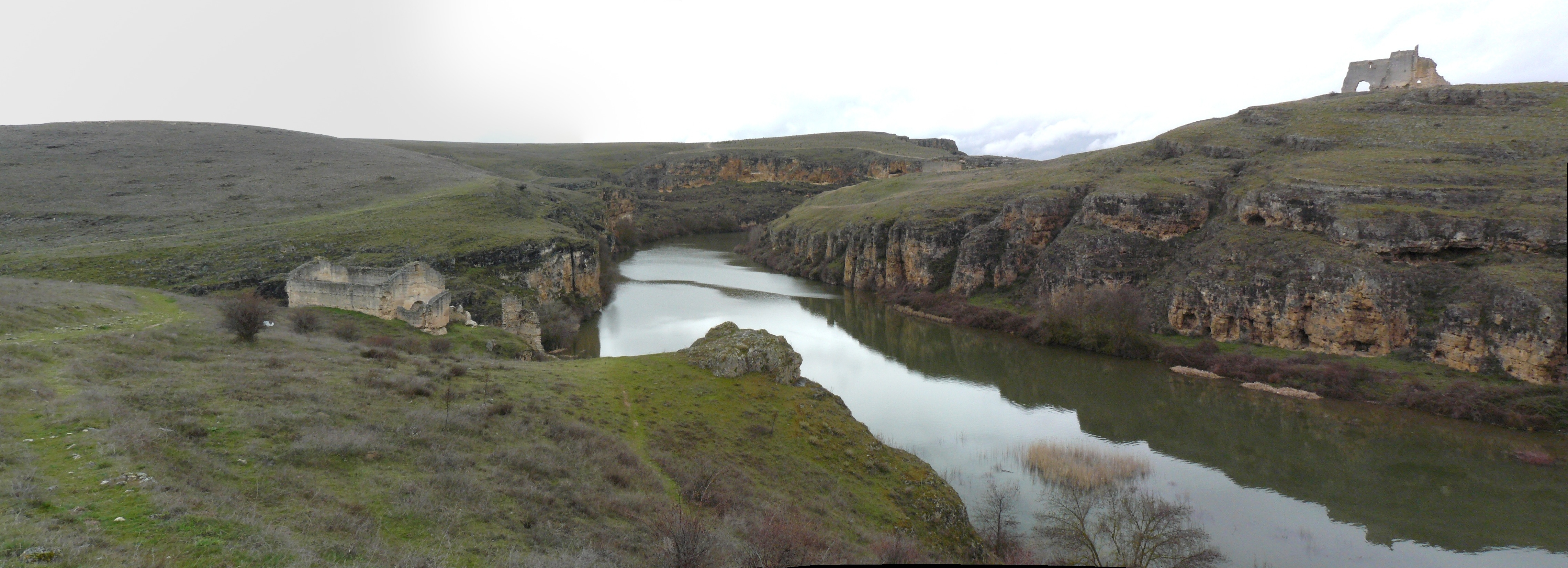
Ruinierte Ermitas

- Die Ermita de Nuestra Señora del Río ist der Schutzpatronin des Ortes geweiht; es handelt sich um einen Neubau, in den ältere Teile integriert wurden – so z. B. drei mittelalterliche Konsolfiguren.
- Zu beiden Seiten oberhalb des Río Duratón stehen die Überreste zweier weiterer, jedoch in Ruinen liegender Einsiedlerkapellen.